# Залив Гей-Люссака
Зали́в Ге́й-Люсса́ка (лат. Sinus Gay-Lussac) — залив Моря Дождей.

## Этимология
Название «Залив Гей-Люссака» было впервые предложено Кригером и Кёнигом по названию близлежащего кратера Гей-Люссак и под № 1440 было включено в первую официальную номенклатуру объектов на поверхности Луны Международного Астрономического союза, изданный М. Благг и К. Мюллером в 1935 году.
Залив Гей-Люссака был исключён из обновлённой номенклатуры, изданной Койпером в 1961 году.